# HD56206
HD56206 — хімічно пекулярна зоря спектрального класу
A0 й має видиму зоряну величину в смузі V приблизно 10,8.

## Пекулярний хімічний склад
Зоряна атмосфера HD56206 має підвищений вміст 
Eu
.